# George Habash
George Habash (sulla stampa occidentale Habbash; in arabo جورج حبش‎?, Jūrj Ḥabash; nome di battaglia in arabo ﺍلحكيم‎?, al-Ḥakīm, "il dottore"; Lidda, 2 agosto 1926 – Amman, 26 gennaio 2008) è stato un politico palestinese.
Fu il fondatore nel 1949 delle Brigate del sacrificio arabo, del gruppo guerrigliero al Urwa al wuthqa nel 1950  e nel 1952 del Movimento Nazionalista Arabo, di orientamento panarabo, dalla cui sezione palestinese nacque nel 1967 il Fronte Popolare per la Liberazione della Palestina (FPLP), in cui confluirono diverse organizzazioni preesistenti.

## Biografia
Di religione cristiana greco-ortodossa, l'arabo-palestinese Habash si laureò in medicina all'Università americana di Beirut. Fin da giovane espresse le sue idee politiche radicali all'interno dell'OLP. Si è sempre rifiutato di riconoscere lo Stato di Israele e ha sempre sostenuto la lotta armata nella guerra contro lo Stato di Israele. È stato per anni il punto di riferimento per tutti i gruppi di opposizione radicali dell'OLP e ha goduto di un grande prestigio nel mondo arabo.

### Militanza armata
Nel 1964 raggruppò i palestinesi panarabi in un "comando regionale" che, dopo la guerra dei sei giorni nel 1967, portò alla fondazione del Fronte popolare di liberazione della Palestina (FPLP) come fronte di diverse fazioni palestinesi, come gli "eroi del ritorno" e il "Fronte di liberazione palestinese": Habash ne divenne anche il primo segretario generale. Habash fu brevemente imprigionato in Siria nel 1968, ma riuscì a scappare. Nello stesso anno, entrò anche in conflitto con l'alleato di lunga data Wadie Haddad, ma entrambi rimasero nel FPLP.
In un congresso del 1969, il FPLP si dichiarò movimento marxista-leninista e da allora è rimasto un'organizzazione comunista. 
Il congresso vide anche una fazione di ultra-sinistra sotto Nayef Hawatmeh e Yasser Abd Rabbo scindersi come Fronte Democratico Popolare per la Liberazione della Palestina (FDPLP), per poi diventare Fronte Democratico per la Liberazione della Palestina (FDLP).
Durante il periodo in cui Habash era segretario generale, il FPLP divenne noto come una delle fazioni palestinesi più radicali e militanti e guadagnò notorietà mondiale. Ebbe infatti luogo una serie di dirottamenti di aerei e attacchi contro società riconducibili a Israele e contro ambasciatori israeliani in Europa: per lo più pianificati da Haddad, il pioniere delle moderne operazioni di terrorismo internazionale da parte del FPLP, questi attacchi portarono il gruppo e la questione palestinese sulle prime pagine dei giornali di tutto il mondo, ma provocarono anche intense critiche da altre parti dell'Organizzazione per la Liberazione della Palestina (OLP).
Nei dirottamenti di Dawson's Field del 1970, Habash ispirò i dirottamenti contemporanei di quattro aerei occidentali di linea negli Stati Uniti, in Europa, nell'Estremo Oriente e nel Golfo Persico: costretti a volare verso un aeroporto della seconda guerra mondiale in Giordania, i passeggeri e gli equipaggi furono sbarcati e gli aerei furono poi fatti saltare in aria.
I dirottamenti di Dawson's Field furono determinanti nel provocare la repressione del Settembre nero, con cui re Hussein di Giordania guidò l'offensiva contro le roccaforti dei militanti dell'OLP nel suo regno, provocando la morte di migliaia di palestinesi. Habash fu sfrattato dalla Giordania a causa del ruolo chiave del Fronte Popolare negli scontri del Settembre nero e, nell'autunno del 1970, si recò a Pechino. Dopo il Settembre nero, i fedayn dell'OLP dovettero invece riparare in Libano.
Nel 1974, il Consiglio nazionale palestinese adottò una risoluzione che riconosceva una soluzione a due stati al conflitto israelo-palestinese e Habash, che si opponeva, formò all'interno dell'Organizzazione il Fronte del rifiuto, con diversi altri partiti di opposizione.
Nel 1972, Habash sperimentò problemi di salute e gradualmente iniziò a perdere influenza all'interno dell'organizzazione. 
Durante la guerra civile libanese scoppiata nel 1975, le forze del FPLP furono decimate nella battaglia contro la Siria, a cui successivamente, il FPLP si sarebbe riavvicinato.

### Dirigenza politica
Habash ha allineato il FPLP con l'OLP nel 1977. Dopo un ictus nel 1980, quando viveva a Damasco, la sua salute è peggiorata e altri membri del FPLP sono saliti al vertice.
Durante la prima guerra del Golfo (1991), condannò l'annessione del Kuwait da parte dell'Iraq, ma si schierò altresì contro l'intervento della coalizione alleata.
Nel 1992, a Tunisi (dove allora s'era dovuta trasferite l'OLP a seguito dell'invasione israeliana del Libano del 1982) rimase colpito da un ictus cerebrale e fu immediatamente trasferito in un ospedale di Parigi. Lo stesso presidente dell'OLP, Yāsser ʿArafāt gli mise a disposizione elicotteri e personale per il trasferimento. L'ospitalità, data dall'allora presidente francese Mitterrand, creò non poche polemiche fra le diplomazie francesi e israeliane.
Dopo gli accordi di Oslo, Habash formò un'altra alleanza di opposizione al negoziato, con organizzazioni islamiste come Hamas e il Movimento per il Jihad Islamico in Palestina. Nel 2000, si dimise dal suo incarico di comando del FPLP a causa delle cattive condizioni di salute e gli succedette, alla guida del FPLP, Abu Ali Mustafa.